# Mulgipuder

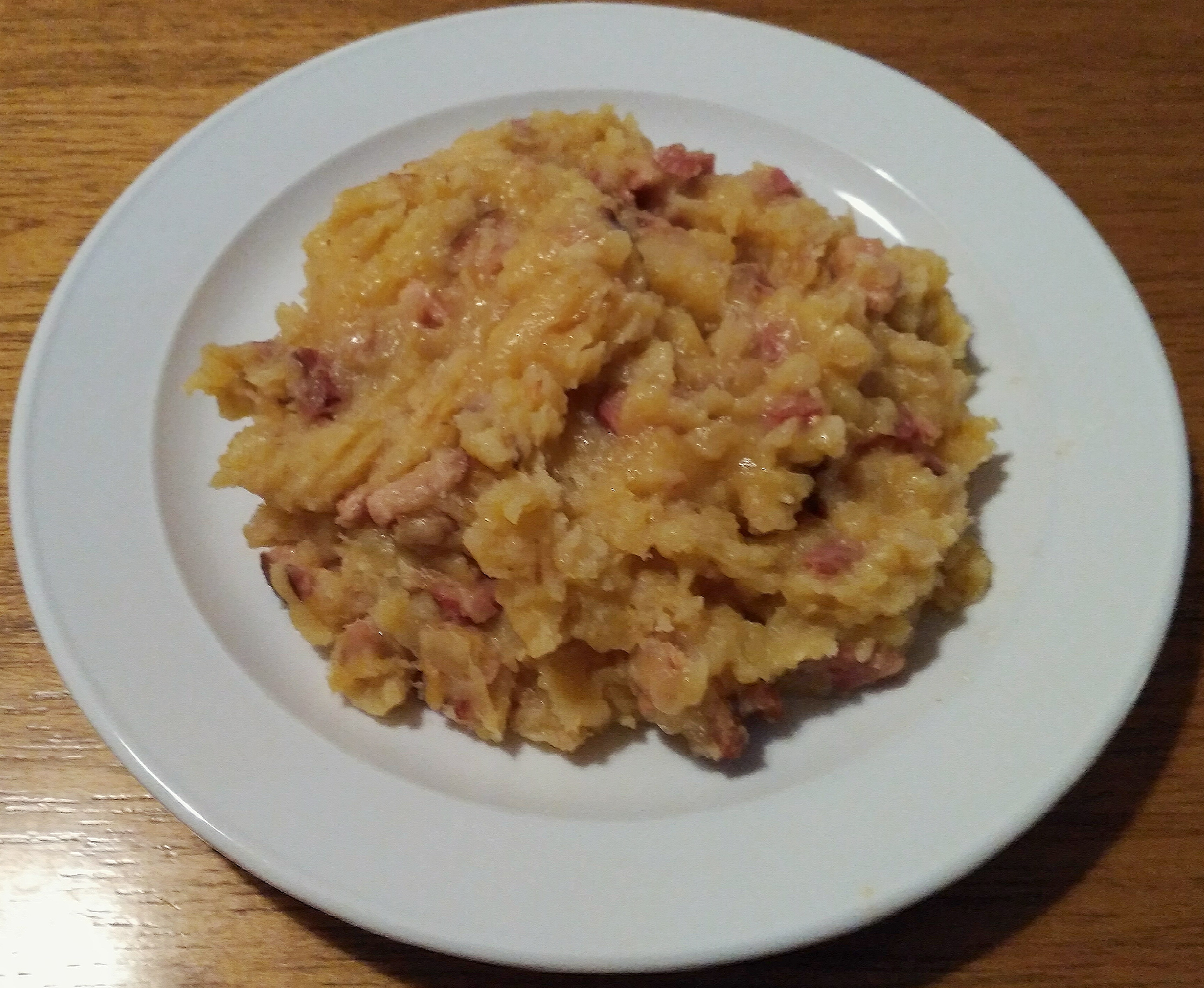
Mulgipuder

Mulgipuder är en estnisk maträtt bestående av potatismos blandat med pärlkorn och stekt fläsk. 
Det är den enda estniska nationella maträtten som finns på UNESCO:s lista över mänsklighetens immateriella kulturarv  .
Vissa hävdar att mulgipuder inte nämns i äldre kokböcker.
Det som gör denna maträtt unik för Estland är att pärlkorn tillsätts i potatismos. Många livsmedel i Mulgimaa innehåller korn eftersom det odlas mycket korn i regionen.